# Стеригмостемум
Стеригмостемум, или Стеригма, или Лопастник (лат. Sterigmostemum; от др.-греч. στήριγμα, sterigma — подпорка и στήμων, stemon — тычинка), — род травянистых растений семейства Капустные (Brassicaceae), распространённый на юге Европейской части России, Кавказе, в Западной, Средней Азии и в Западной Сибири.

## Ботаническое описание
Однолетние травянистые растения, до 40 см высотой. Опушение густое, серовойлочное. Листья цельные или перистые.
Чашелистики прямые, не мешковидные. Лепестки жёлтые, продолговато-обратно-яйцевидные, 6—10 мм длиной, усечённые. Нити длинных тычинок расширены и до середины или выше попарно сросшиеся. Завязь сидячая; Столбик короткий; рыльце коротко 2-лопастное. Стручки 20—60 мм длиной, 1,5—2 мм шириной, удлинённые, цилиндрические, распадающиеся на поперечные, односемянные членики. Семена около 2 мм длиной, оливково-зелёные, расположены в 2 ряда; зародыш спинкокорешковый.

## Виды
Род включает 10 видов:
- Sterigmostemum acanthocarpum (Fisch. & C.A.Mey.) Kuntze — Стеригмостемум иглоплодный
- Sterigmostemum anchonioides (Boiss.) D.A.German & Al-Shehbaz
- Sterigmostemum billardierei (DC.) D.A.German
- Sterigmostemum caspicum (Lam.) Kuntze — Стеригмостемум каспийский [syn.  Sterigmostemum tomentosum (Willd.) M.Bieb. — Стеригмостемум войлочный]
- Sterigmostemum elichrysifolium (DC.) D.A.German & Al-Shehbaz
- Sterigmostemum incanum M.Bieb. typus[1] — Стеригмостемум седой
- Sterigmostemum longistylum (Boiss.) Kuntze
- Sterigmostemum ramosissimum (O.E.Schulz) Rech.f.
- Sterigmostemum schmakovii Kamelin & D.A.German
- Sterigmostemum sulphureum (Banks & Sol.) Bornm.